# Sampieri
Sampieri is een plaats (frazione) in de Italiaanse gemeente Scicli.

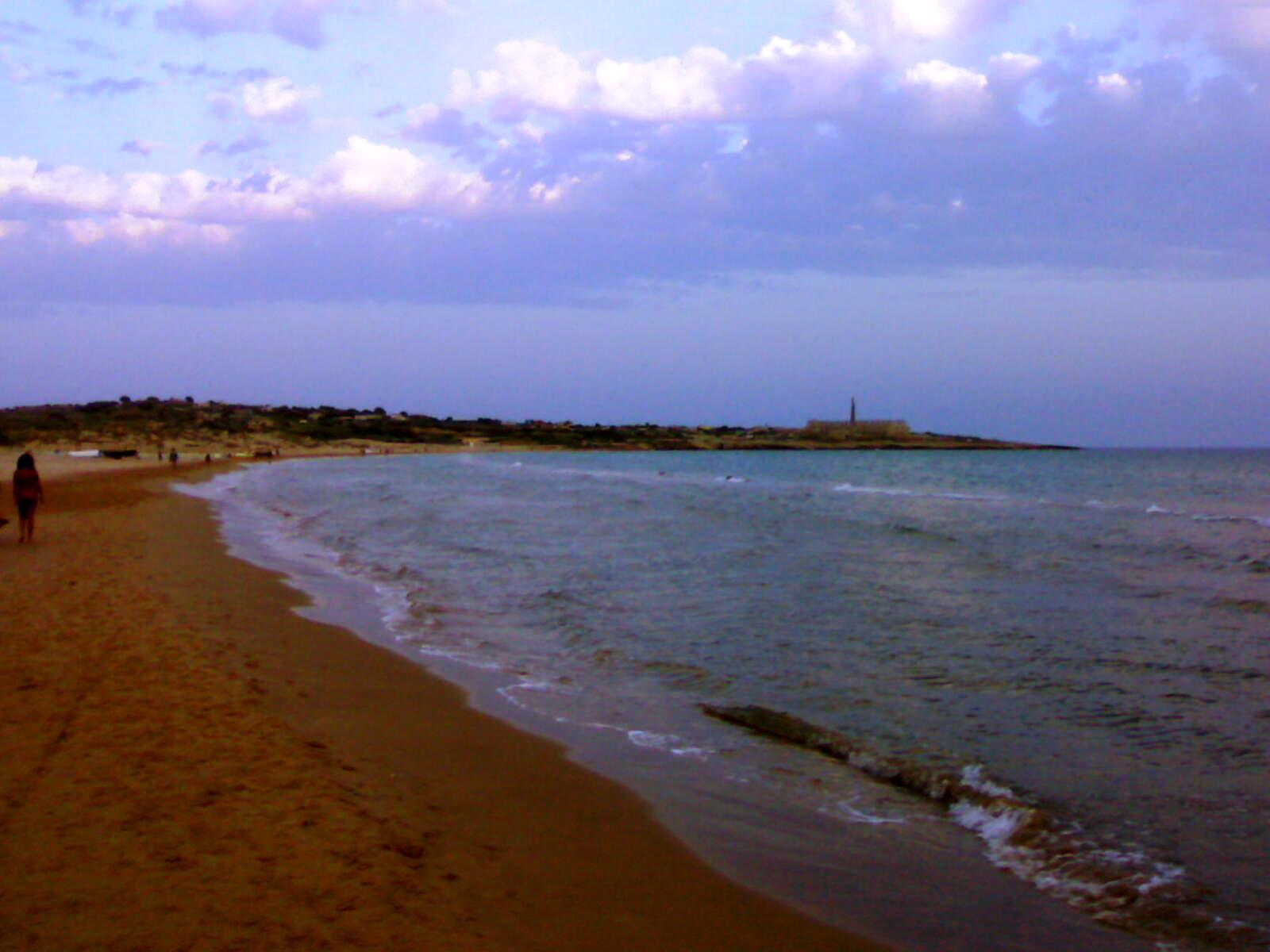
Sampieri beach